# Mistrovství Evropy v ledním hokeji 1911

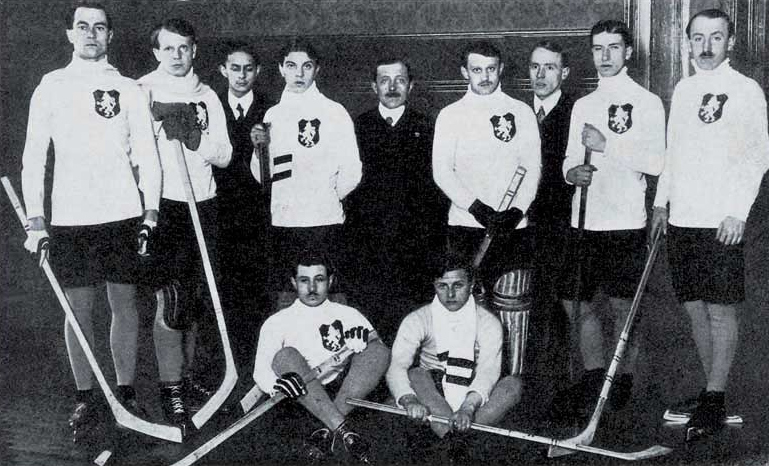
Mistři Evropy - hokejové mužstvo z Čech

2. Mistrovství Evropy v ledním hokeji 1911 se konalo od 15. do 17. února v Berlíně v Německu. Jednalo se o první mistrovství Evropy v ledním hokeji pořádané za účasti národního hokejového mužstva Čech. Turnaj se hrál za účasti čtyř národních mužstev a Češi ho k překvapení všech vyhráli bez ztráty bodu. Hrací doba byla 2x20 minut hrubého času.

## Průběh
Turnaj byl původně rozlosován bez české účasti, protože národní hokejové mužstvo Čech dorazilo do dějiště mistrovství až v den jeho začátku. Do turnaje bylo zařazeno s tím, že muselo okamžitě v den příjezdu odehrát dva soutěžní zápasy. Oba ovšem vyhrálo a druhý den mělo volno. Následně zvládlo i třetí zápas a stalo se novým držitelem stříbrného poháru. Úspěch českého mužstva byl o to pozoruhodnější, že jako jediný z účastníků nemělo ve vlastní zemi k dispozici trvalou ledovou plochu a bylo v přípravě závislé na rozmarech počasí.

## Výsledky a tabulka
|    |           | BOH  | GER  | BEL | SUI  | V | R | P | Skóre | B |
| 1. | Čechy     | ***  | 4:1  | 3:0 | 13:0 | 3 | 0 | 0 | 20:1  | 6 |
| 2. | Německo   | 1:4  | ***  | 6:0 | 10:0 | 2 | 0 | 1 | 17:4  | 4 |
| 3. | Belgie    | 0:3  | 1:6  | *** | 5:4  | 1 | 0 | 2 | 5:13  | 2 |
| 4. | Švýcarsko | 0:13 | 0:10 | 4:5 | ***  | 0 | 0 | 3 | 4:28  | 0 |

 Čechy –  Švýcarsko 13:0 (7:0, 6:0)
15. února 1911 (16:00) – Berlín (Eispalast)

Branky Čech: Jaroslav Jarkovský 5, Josef Šroubek 3, Jaroslav Jirkovský 3, Otakar Vindyš 2.
Čechy: Jaroslav Hamáček – Jan Pallausch (Palouš), Jan Fleischmann – Otakar Vindyš – Jaroslav Jarkovský, Jaroslav Jirkovský, Josef Rublič - Josef Šroubek.
 Čechy –  Německo 4:1 (1:1, 3:0)
15. února 1911 (21:45) – Berlín (Eispalast)

Branky a nahrávky Čech: 1. Jaroslav Jirkovský (Josef Šroubek), 29. Jaroslav Jarkovský, 31. Jaroslav Jarkovský, 34. Josef Šroubek.

Branka Německa: 19:45 Franz Lange.

Rozhodčí: Louis Dufour (SUI)

Vyloučení: Erik Wahrmuth na 1 minutu.
Čechy: Jaroslav Hamáček – Jan Pallausch (Palouš), Jan Fleischmann – Otakar Vindyš – Jaroslav Jarkovský, Jaroslav Jirkovský, Josef Šroubek.
Německo: Willi Bliesener – Erik Wahrmuth, Kurt Träger – Carl Kolliner – Franz Lange, Günter Kutscher, Werner Glimm.
 Německo –  Belgie 6:0 (2:0, 4:0)
16. února 1911 (15:00) – Berlín (Eispalast)

Branky Německa: Werner Glimm 2, Bremer, Hans Jakemann, Charles Hartley, Franz Lange.
 Belgie –  Švýcarsko 5:4 (2:2, 3:2)
16. února 1911 (21:30) – Berlín (Eispalast)

Branky Belgie: Etienne Coupez 2, Jean-Paul Verbeyst, Maurice Deprez, Paul Loicq.

Branky Švýcarska: André Berdes, Max Sillig, Bernard Bossi, Alfred Megroz.
 Čechy –  Belgie 3:0 (2:0, 1:0)
17. února 1911 (16:00) – Berlín (Eispalast)

Branky Čech: 3. Jaroslav Jirkovský, 19. Jaroslav Jarkovský, 32. Jaroslav Jarkovský.
Čechy: Jaroslav Hamáček – Jan Pallausch (Palouš), Jan Fleischmann – Otakar Vindyš – Jaroslav Jarkovský, Jaroslav Jirkovský, Josef Rublič.
 Německo –  Švýcarsko 10:0 (5:0, 5:0)
17. února 1911 (21:45) – Berlín (Eispalast)

Branky Německa : Franz Lange 3, Charles Hartley 2, Bruno Grauel 2, Hans Jakemann, Werner Glimm, Max Bremer.

## Soupisky
1.  Čechy

Brankář: Jaroslav Hamáček.

Obránci: Jan Fleischmann, Jan Pallausch (Palouš).

Záložník: Otakar Vindyš.

Útočníci: Jaroslav Jirkovský, Jaroslav Jarkovský, Josef Rublič, Josef Šroubek, Miloslav Fleischmann.

Vedení týmu: Josef Laufer a Emil Procházka.
2.  Německo

Brankář: Willi Bliesener.

Obránci: Erik Wahrmuth, Kurt Träger.

Záložník: Carl Kolliner.

Útočníci: Werner Glimm, Bruno Grauel, Charles Hartley, Hans Jakemann, Franz Lange, Günter Kutscher, Max Bremer.
3.  Belgie

Brankář: Roger Van der Straeten.

Hráči: Fernand de Blommaert, Etienne Coupez, Maurice Deprez, Paul Loicq, Henri van den Bulcke, Clement van den Straeten-Ponthoz, Fernand De Smeth, Jean-Paul Verbeyst, J. Cassel.
4.  Švýcarsko

Brankář: Ernest Ammann.

Hráči: Louis Dufour, Alfred Megroz, Bernard Bossi, Max Sillig, Max Holzbauer, De Coulon, André Berdes, Edouard Mellor.